# Da 5 Bloods
Da 5 Bloods és una pel·lícula dramàtica bèl·lica dels Estats Units de 2020 dirigida per Spike Lee i produïda per Lee, Jon Kilik, Beatriz Levin i Lloyd Levin. Hi actuen Delroy Lindo, Jonathan Majors, Clarke Peters, Johnny Trí Nguyễn, Norm Lewis, Isiah Whitlock Jr., Mélanie Thierry, Paul Walter Hauser, Jasper Pääkkönen, Jean Reno i Chadwick Boseman.
Escrita originalment per Danny Bilson i Paul De Meo el 2013, el guió va ser modificat per Lee i Kevin Willmott després de BlacKkKlansman (2018) per donar-li una perspectiva afroamericana. El repartiment es va formar el febrer de 2019 i el rodatge, que va tenir lloc al sud-est asiàtic va començar el mes següent i va durar fins al juny. Amb un pressupost de producció d'entre 35 i 45 milions de dòlars és una de les pel·lícules més cares de Lee.
Netflix la va estrenar mundialment digitalment el 12 de juny de 2020.

## Sinopsi
Un grup de quatre veterans de la guerra del Vietnam decideixen tornar al Vietnam per trobar el cinquè amic i líder del grup així com una maleta amb lligots d'or que hi van amagar.

## Repartiment
- Delroy Lindo com a Paul
- Jonathan Majors com a David
- Clarke Peters com a Otis
- Norm Lewis com a Eddie
- Isiah Whitlock Jr. com a Melvin
- Johnny Trí Nguyễn com a Vinh
- Mélanie Thierry com a Hedy Bouvier
- Paul Walter Hauser com a Simon
- Jasper Pääkkönen com a Seppo Havelin
- Chadwick Boseman com a Stormin Norman Earl Holloway
- Jean Reno com a Desroche
- Veronica Ngo com a Hanoi Hannah
- Lê Y Lan com a Tiên
- Nguyễn Ngọc Lâm com a Quân
- Sandy Hương Phạm com a Michon